# 源有賢
源 有賢（みなもと の ありかた）は、平安時代後期の公卿。宇多源氏、内蔵頭・源政長の次男。官位は従三位・宮内卿。

## 経歴
白河朝の承暦3年（1079年）従五位下に叙爵する。
堀河朝の寛治3年（1089年）に昇殿を聴され、中務大輔に任官。寛治5年（1091年）従五位上・左近衛少将に叙任されると、寛治8年（1094年）正五位下、嘉保3年（1096年）右近衛少将、永長2年（1097年）正月に従四位下と昇進を重ねるが、四位昇進と同時に少将を解かれた上、同年閏1月には父・源政長が没し、その後の有賢の昇進は停滞した。
長治3年（1106年）左京権大夫に任ぜられると、その功労により永久2年（1114年）に17年ぶりに昇叙され従四位上となる。その後、白河院政期後期から鳥羽院政期前期にかけて京大夫を務めながら三河守・阿波守・但馬守と受領を歴任し、この間の天治2年（1125年）正四位下に叙せられている。
天承元年（1131年）鳥羽天皇の院別当になると、天承2年（1132年）ほぼ四半世紀に亘って務めた京大夫を離れ、宮内卿に転じる。長承4年（1135年）に正四位上、保延2年（1136年）には従三位に叙せられて公卿に列した。
保延5年（1139年）正月に阿波権守を兼ねるが、同年4月25日に出家し、5月5日に薨去。享年70。

## 人物
宇多源氏の郢曲を父・政長から学ぶ。笛・和琴・鞠などに通じたという。『続古事談』には堀河天皇が初めての朝覲行幸で笛を吹いた際に、天皇の笛の師である政長の子として、有賢が昇殿を聴された話がある。

## 官歴
注記のないものは『公卿補任』による。
- 承暦3年（1079年） 正月7日：叙位（大宮御給)
- 寛治3年（1089年） 正月11日：昇殿。12月19日：中務大輔
- 寛治5年（1091年） 正月7日：従五位上。正月28日：左近衛少将[2]。
- 寛治6年（1092年） 正月25日：兼備後権介
- 寛治8年（1094年） 正月7日：正五位下（府労）
- 嘉保3年（1096年） 正月28日：右近衛少将
- 永長2年（1097年） 正月7日：従四位下（府労）、止少将
- 康和2年（1100年） 7月27日：昇殿
- 長治3年（1106年） 3月21日：左京権大夫
- 嘉承2年（1107年） 7月19日：止昇殿（依晏駕也）
- 永久2年（1114年） 正月7日：従四位上（大夫労）
- 永久3年（1115年） 10月23日：昇殿
- 永久6年（1118年） 正月18日：兼三河守（功）
- 保安4年（1123年） 正月28日：止昇殿（譲位）。10月21日：昇殿
- 天治2年（1125年） 正月2日：正四位下（行幸院賞）。11月15日：兼阿波守
- 大治4年（1129年） 4月：兼斎院長官
- 天治5年（1130年） 4月3日：但馬守、大夫如元
- 天承元年（1131年） 4月：辞長官。8月14日：院別当[3]
- 天承2年（1132年） 7月8日：宮内卿、止大夫
- 長承2年（1133年） 9月：辞守（以男宗賢申任甲斐守）
- 長承4年（1135年） 正月2日：正四位上（行幸院賞）
- 保延2年（1136年） 10月15日：従三位（法金剛院御塔供養行事賞、前斎院給）、卿如元
- 保延5年（1139年） 正月24日：兼阿波権守。4月25日：出家。5月5日：薨去

## 系譜
- 父：源政長
- 母：藤原経季の娘
- 妻：高階為家の娘
  - 長男：源資賢(1113-1188)
- 妻：平正盛の娘
  - 次男：源宗賢
- 生母不明の子女
  - 男子：源資長
  - 男子：頼任
  - 男子：実覚
  - 女子：藤原長輔室(のち藤原忠基室)